# Георгиос Капахцис
Георгиос (Йоргос) Христу Капахцис (на гръцки: Γεώργιος, Γιώργος Χρήστου Καπαχτσής) е гръцки юрист и политик, депутат, пръв избран областен управител (номарх) на Костур от 1 януари 1995 до 31 декември 2002 година.

## Биография
Йоргос Капахцис е роден в 1934 година в южномакедонското костурско село Богатско (Вогацико), Гърция. Завършва право в Солунския университет и 40 години практикува право в Костур. През юни 1989 година е избран за депутат от Нова демокрация. Отново е избран със същата партия на изборите през ноември 1989 година. Става първият избран областен управител на Костур с два мандата: 1995-1998 и 1999-2002 година. Кандидат за кмет е на града в 2006 година от Нова демокрация, но губи от Йоанис Цамисис и става лидер на опозицията в общинския съвет (2007-2010).